# El Cuajilote, Oaxaca
El Cuajilote är en ort i Mexiko.   Den ligger i kommunen San José del Progreso och delstaten Oaxaca, i den sydöstra delen av landet, 400 km sydost om huvudstaden Mexico City. El Cuajilote ligger 1 555 meter över havet och antalet invånare är 369.
Terrängen runt El Cuajilote är varierad. Runt El Cuajilote är det ganska glesbefolkat, med 48 invånare per kvadratkilometer. Närmaste större samhälle är San Pablo Huixtepec, 16,9 km nordväst om El Cuajilote. I omgivningarna runt El Cuajilote växer huvudsakligen savannskog.